# Palais Grazioli
 (juin 2023).
Si vous disposez d'ouvrages ou d'articles de référence ou si vous connaissez des sites web de qualité traitant du thème abordé ici, merci de compléter l'article en donnant les références utiles à sa vérifiabilité et en les liant à la section « Notes et références ».
Le palais Grazioli est un palais situé sur la via della Gatta à Rome en Italie. Il se trouve entre le palais Doria Pamphilj et le palais Altieri.

## Histoire
Le palais Grazioli fut l'une des résidences romaines du pape de 1830 à 1845.

## Silvio Berlusconi
Il s'agissait de l'une des résidences privées de l'ancien président du Conseil des ministres Silvio Berlusconi, qui résidait au piano nobile lors de ses séjours dans la capitale italienne.
Lorsqu'il exerça ses fonctions de chef du gouvernement, Berlusconi était réputé pour faire du palais Grazioli son lieu de travail personnel et officiel, préférant son domicile au siège de la présidence du Conseil des ministres, le palais Chigi. Ainsi, beaucoup de journalistes étaient souvent réunis devant la résidence du président du Conseil en cas de réunions ministérielles urgentes ou pour des conférences de presse informelles.
Le 12 novembre 2011, Berlusconi annonce devant sa résidence romaine, au soir, qu'il compte se rendre au palais du Quirinal afin de remettre sa démission au président de la République Giorgio Napolitano. Lorsque son cortège officiel quitte Grazioli, le chef du gouvernement démissionnaire est hué, conspué et insulté par des Italiens réunis à l'appel des partis de gauche massés devant le Quirinal et qui, toute la nuit durant, fêtent le départ de Berlusconi. Ses partisans se réunissent en revanche sous les fenêtres du palais Grazioli.